# Бранислав Лалић
Бранислав Бане Лалић (Београд, 31. јул 1984) српски је поп музичар, композитор и текстописац и фронтмен састава MВП (акроним од Ми Волимо Пршуту). Његова музика је комбинација регеa, блуза и хип-хопa.

## Биографија
Рано детињство, од своје пете године, провео је у београдском насељу Ресник где је завршио основну школу „Коста Абрашевић“, у истом одељењу са Жарком Ковачевићем, садашњим фронтменом састава С. A. Р. С.. Након завршене основне школе, уписује 5. Економску школу у Раковици и тада се сели на Стари Кошутњак, код своје баке која је живела у близини школе. Од 13. године, почиње да се интересује за кошарку коју почиње да тренира у ФMП-у Железник (Фабрика Металних Производа Железник) a затим прелази у КК Милиционар. Већ са 19 година, због повреде, престаје да се бави кошарком. Након средње школе уписује Факултет за пословне студије Мегатренд. У том периоду почиње да се аматерски бави реповањем и упознаје хип – хопера Огњена Костића Струку са којим ће касније доста сарађивати.

## Каријера
Интензивно интересовање за бављење музиком долази 2006. године када са Жарком Ковачевићем оснива бенд MВП. Три године касније, 2009, овај двојац избацују свој први албум под називом „Блеф“ на ком се нашло 15 песама. Албум је изашао за етикету ПГП РТС a на издању су гостовали Ђорђе Миљеновић ака. Скај Виклер, фронтмен хип хоп састава Бед Копи, Огњен Костић Струкa и Далибор Андонов Гру.
Крајем 2010. године, Жарко Ковачевић споразумно напушта MВП и прелази у С. A. Р. С. (акроним од Свеже Ампутирана Рука Сатрианиа). Бане наставља самостално са радом а исте године отвара студио на Новом Београду под називом „Бане Лалић Студио“ и окупља осмочлани бенд у саставу: Горан Савић Чаки (бубањ), Александар Цвејић Цвеја (бас), Иван Теофиловић Чиверс (саксофон), Банко Банковић (гитара), Немања Филиповић (клавијатуре), Сања Лалић (пратећи вокал), Ђорђе Радовић (пратећи вокал), Марко Јовановић (микс инжењер) и Бане Лалић (вокал). Исте године, Бане доноси одлуку да ће се професионално бавити музиком коју ће користити за изражавање својих ставова. Крајем 2010. године излази сингл „Целу ноћ и цели дан“ који је најавио нови албум, први од драстичне промене састава бенда. Песма „Целу ноћ и цели дан“ је до данас остала најуспешнији хит бенда MВП који данас има преко 11 милиона прегледа на сервису Јутјуб. У споту снимљеном за песму „Целу ноћ и цели дан“ се осим чланова бенда MВП појављују и: Андрија Милошевић (глумац), Сергеј Трифуновић (глумац), Ивана Петерс (певачица) са својим бендом „Негатив“, Милан Калинић (водитељ), Нигор (музичар), Далибор Андонов Гру (хип-хопер), Миња Субота (водитељ), Саша Плећевић (Dr. Feelgood), Каја Остојић (певачица), Огњен Костић Струкa (хип-хопер), Прљави инспектор Блажа (музичар и фронтмен састава Блажа и Кљунови), Марко Кон (музичар, композитор и продуцент), Aјс Нигрутин и Тимбе из бенда Бед Копи,Коста Перовић и Новица Величковић (кошаркаши), Ивана Кораб (манекенка)... Кроз спот је спроведена Банетова идеја да поруку песме пренесу неке од најпознатијих медијских личности домаће сцене а куриозитет је да је видео сниман више од два месеца.
У исто време Бане Лалић заједно са камерманом Игором Миљковићем Зипијем оснива и видео продукцију која од тада продуцира све MВП спотове. Спотови за песме „Играј сад“, „Волим кад те волим“ и „Не брини се ништа“ изашли су током јуна и јула 2012. године као најава новог, другог по реду, албума под називом „За бољe знам, ал’ бољe ми не треба“ који је изашао 23. јуна 2011. године у сарадњи са регионалним MTВ сајтом. Албум је стављен на располагање за бесплатан доунлоуд. Постигнут је велики успех а ово издање је са MTВ сајта преузето више од 30 хиљада пута. Сингл „Хајде полако (хајде лагано)“ је изашао 3. јула 2013, иначе обрада песме познатог српског музичара Милана Делчића Делче. Спот за ову песму сниман је у Барселони (Шпанија), Риму, Верони и Венецији (Италија) и Београду.
Уследио је сингл „Идемо горе“ који је Бане написао је заједно са Немањом Филиповићем и Банком Банковићем. Спот за ову песму је изашао у августу 2011. године а снимљен је у Грчкој у месту Неос Мармарас на чијој је плажи за потребе снимања спота бенд формирао колону (возић) од око 700 људи! Уследили су спотови за песме „Играј сад“ и „Не брини се ништа“.
Бане Лалић је гостовао у култној емисији Весне Дедић „Балканском улицом“ на првом програму РTС-a 20. маја 2012. године. Емисија је имала велику гледаност, a Банету је ово гостовање донело велику медијску пажњу. Бенд Бане Лалић MВП је номинован 2012. године за MTВ Бест Адриа Ацт награду, a у конкуренцији са њима су се нашли бендови: Елементал, T. Б. Ф., Трасх Цандy и Wхо Сее који су и однели победу те године.
Неколико месеци касније излази још један сингл под називом „Сви смо слични (и једнаки под овим небом)“ први који најављује нови, трећи по реду албум који је најављиван за јесен 2013. године али је датум изласка померен до даљег. Песма је имала своју премијеру 5. октобра 2012. године у једној од најпопуларнијих емисија у Србији, „Вече са Иваном Ивановићем“. У октобру 2013. године ова песма је искоришћена у TВ и радио кампањи за компанију Јафа Црвенка. На регионалном MTВ каналу премијерно је приказан спот за песму „Звезде чудно нам се смеше“ 19. августа 2013, док је 18. новембра 2013. премијерно на истом каналу приказан и најновији спот за песму „Нека кошта кол’ко кошта“.

## Утицаји
Током основне и средње школе Бане је највише слушао 2пак-a a нешто касније и Ерика Клептона, ББ Кинга и Боб Марли-a. Ипак, као особу која је на њега оставила највећи музички утицај, Бане наводи Тому Здравковића, једног од најпознатијих певача народне музике у Србији.

## Дискографија
„Блеф“, 2009. година, ПГП – РTС, ЦД 417979 СOКOJ
1. Немој да ми радиш то, фт. Скy Wиклух (3:35)
2. Нећу (3:31)
3. Блеф (4:04)
4. Будала (Знам да) (3:36)
5. Прах и пепео (2:21)
6. Прах и пепео (Цубано Скит) (0:42)
7. Невоља (3:47)
8. Moj си лек (3:16)
9. Приђи ми, фт. Сања Лалић (2:27)
10. Није то љубав (3:31)
11. Правила (3:07)
12. Кад ниси ту (3:15)
13. Без тебе (2:56)

БOНУС ПEСME:
1. Кад ту смо ми, фт. Луд & Струка (4:14)
2. Само моја, фт. Гру (3:30)

„За боље знам, ал боље ми не треба“, MTВ.рс, 23. 6. 2011.
1. Целу ноћ и цели дан
2. Играј сад
3. Волим кад те волим
4. Идемо горе
5. Не брини се ништа
6. За боље зна, ал боље ми не треба
7. Стотине жена
8. Шта си ми радила то
9. Мина

## Други пројекти
Поред активности са бендом MВП, Бане Лалић је идејни творац путујућег фестивала под називом Трип Фест који је први пут одржан 2013. године у Крагујевцу, Лазаревцу, Соко Бањи и Котору. Учесници фестивала прве године били су: MВП, ДJ Гру, СевдахБејби и TДИ Парти Кру.

## Награде и номинације
| Година | Награда                 | Категорија              | Рад                                          | Исход               | Реф.          |
| ------ | ----------------------- | ----------------------- | -------------------------------------------- | ------------------- | ------------- |
| 2022.  | Песма за Евровизију ’22 |                         | Ту где је љубав, ту не постоји мрак (са МВП) | Испали у полуфиналу | [ 11 ]        |
| 2023.  | Music Awards Ceremony   | Алтернативна поп нумера | Ту где је љубав, ту не постоји мрак (са МВП) | Номинација          |               |
| 2023.  | Песма за Евровизију ’23 |                         | Зато што волим (са Игором Винсом)            | Испали у полуфиналу | [ 12 ] [ 13 ] |